# パパラピーズ
パパラピーズ（Paparapys）は、じんじんとタナカガから成る日本の男女混合2人組YouTuber。GROVE所属。

## 概要
2018年2月6日に活動を開始。ユニット名のパパラピーズは、「2人とも頭が "ぱっぱらぴ～" だから」との理由から付けられた。
ドッキリやモッパン、ダンス動画などを主に投稿し、体重150kgの癒し系キャラクターのじんじんと、クールな関西弁女子のタナカガによるやりとりが人気を呼んでいる。
2020年6月にPetrelが10代から20代の女性を対象に行った調査を基に発表した「2020年上半期インスタ流行語大賞」のYouTuber部門で1位となった。
2020年6月23日にチャンネル登録者数が100万人を達成。2021年2月10日には初エッセイ本『普通は前世に置いてきた』をKADOKAWAより出版し、2022年9月20日には初のオリジナル曲「D.I.Y」をデジタルリリースした。
2024年7月より3ヶ月間、タナカガの出産および育児に伴い、体調の変化などを考慮して、活動を休止した。

## メンバー
じんじん
本名は佐藤 幸治（さとう こうじ）。
1994年12月5日生まれ。愛知県名古屋市出身。元介護士。
身長175cm、体重150kg。血液型はA型。足のサイズは27.5cm。
父は日本人で、母はフィリピンとスペインのミックス。4人兄妹の長男で、弟2人と妹がいる。
男性同性愛者（ゲイ）であることを公表している。
2021年よりアパレルブランド「JINCL」をプロデュース。
タナカガ
本名は櫻井 風香（さくらい ふうか）。旧姓は田中（たなか）。
1999年2月12日生まれ。大阪府堺市出身。元読者モデル。美容師免許を持っている。
身長153cm。血液型はB型。足のサイズは23.5cm。
4人姉弟の長女で、弟が3人いる。ボストンテリアのブブとビビを飼っている。
2022年に人生で初めて付き合った人である櫻井と結婚。一児の母。
2021年よりアパレルブランド「GABGAB」とコスメブランド「GABME」をプロデュース。

## 出演

### テレビ番組
- 土曜はカラフル!!!（2021年4月 - 、TOKYO MX）- カラフルズ ※タナカガのみが多い
- LET'S HOT EVENT パパラピーズ（2022年1月11日 - 2023年3月、メ～テレ）- 冠番組
- パパラピーズのスゴイじゃんTV!!（2023年4月12日 - 2025年6月、メ～テレ）- 冠番組
- ハートネットTV 虹クロ（2023年4月20日 - 、NHK教育）- ナレーション  ※じんじんのみ

### ウェブ番組
- 恋するハチスタ（2020年5月22日、SHIBUYA109 LIVETV ハチスタ） ※じんじんのみ[13]
- パパラピーズのイマっぽTV（2021年5月18日 ‐ 2021年6月22日、ABEMA）‐ 冠番組 MC[14]

### ウェブドラマ
- 17.3 about a sex 第9話（2020年9月17日、ABEMA）‐ パパラピーズ 役

### ラジオ番組
- TALK ABOUT（2020年6月27日、TBSラジオ）[15]
- CultureZ（2020年9月30日 - 2023年3月24日、文化放送）- 木曜パーソナリティー[16]
- JUMP UP MELODIES TOP 20（2021年4月9日・16日、TOKYO FM）[17][18]

### ミュージックビデオ
- EINSHTEIN「LIKE」（2020年7月15日） ※タナカガのみ[19]
- 千賀健永（Kis-My-Ft2）「Buzz」（2021年5月8日） ※ヘラヘラ三銃士、みきおだ、Mattと共演[20]
- GReeeeN「流星のカケラ」（2022年3月3日）[21]
- パパラピーズ「D.I.Y」（2022年9月20日）[5]

## 広告

### CM
- スーパーカップMAX テレビCM（2019年9月2日、エースコック） ※なえなのと共演[22]
- スカパー!なつエモ天国TV テレビCM（2021年10月26日、スカパーJSAT）[23]
- イヴ・サンローラン・ボーテ ピュアショットナイトセラム ウェブCM「VOL.2  BEAUTY IS SELF-CONFIDENCE」（2022年2月1日、日本ロレアル） ※タナカガのみ[24]

### 広報
- OKBアプリ アンバサダー（2024年3月、大垣共立銀行）[25]

## 音楽作品

### デジタルシングル
- D.I.Y（2022年9月20日、作詞・作曲・編曲：中村歩、菊池博人）[5]

## 書籍

### エッセイ
- 普通は前世においてきた（2021年2月20日、KADOKAWA）[4]